# 日本語の起源
| 日本語はいつ、どのようにして生まれたのか。また、他の言語とどのような系統関係を持っているのか。 |

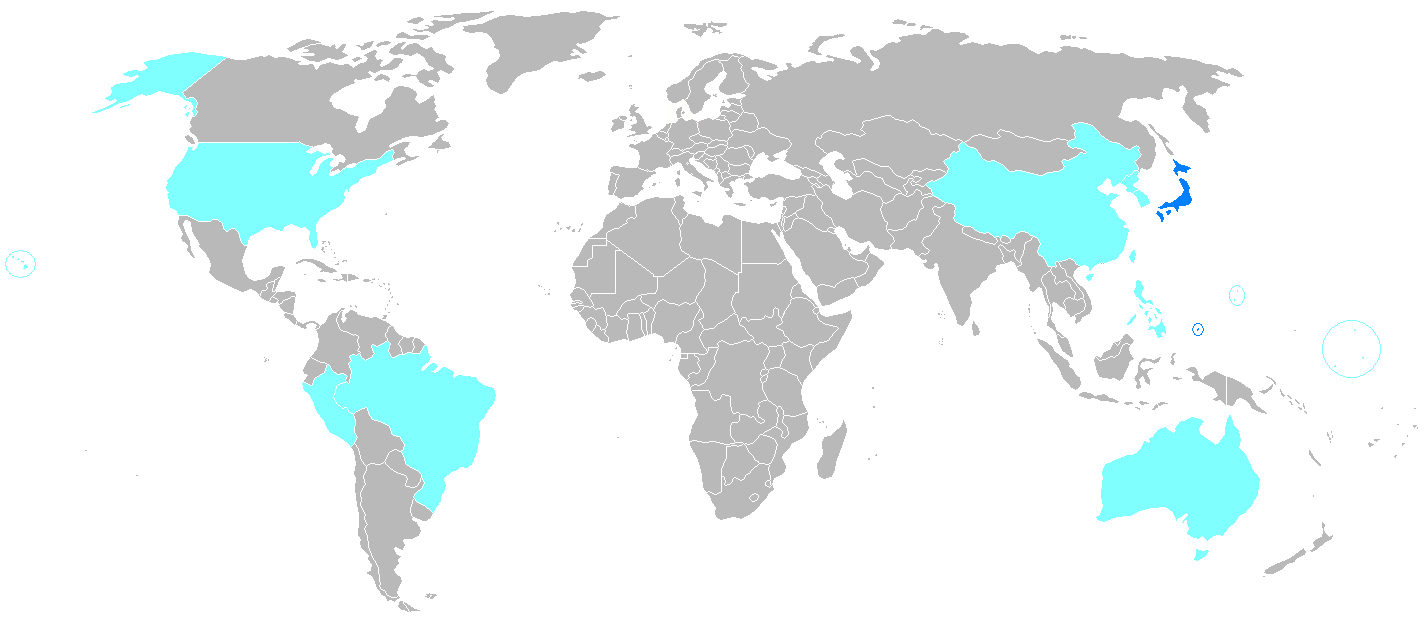
日本語が主要言語または公用語である国や地域
日本語が少数言語として使用される国や地域

日本語の起源（にほんごのきげん）とは、言語学上の論点のひとつである。
日本語は、孤立した言語のひとつとされ、その系統については定説はない。本項目では、主として日本語が他の言語から派生したとする仮説に基づいた、日本語（日琉語族）と他の言語（語族）との系統関係（日本語系統論ともいう）について解説する。

## 概要
日本語（本土方言、あるいは日本語派）と琉球列島の琉球語（琉球方言、あるいは琉球語派・琉球諸語）との系統関係は明らかである。国際的には、両者を別言語とみなし、合わせて日琉語族を形成するという立場が一般的であるが、日本語の起源論では、琉球語と日本語の系統関係は証明済みとし、「日本語の起源」という言葉で「日本語+琉球語」全体（日琉語族）の起源を論ずることが一般的である。
これまでにいくつかの系統関係に関する理論仮説は出されてきたものの総意を得たものは無い。しかし、以下の言語について日本語との類似性や関係性が指摘されている。
朝鮮語
朝鮮語とは文法構造における類似性が非常に高い。基礎語彙については一部単語の類似性が指摘されているものの、異なる点も多い。音韻の面では、固有語において語頭に流音が立たないこと、一種の母音調和があることなど、アルタイ諸語と共通点がある一方で、閉音節であること、子音連結の存在、有声・無声の区別が無いなどの相違点もある。
高句麗語・扶余諸語
死語である高句麗語とは、数詞など似る語彙もあるという説。高句麗語は扶余諸語の一つであることから、扶余諸語との関係との見方もある。
アルタイ語族
アルタイ語族仮説では、日本語、朝鮮語は共にアルタイ語族の一員とする。朝鮮語との関係と同様に、文法構造での高い類似性、音韻面での部分的類似性がある一方で、基礎語彙については同系統とするに足るだけの類似性は見出されていない。
オーストロネシア語族
オーストロネシア系言語は、文法・形態は日本語と異なるが、音韻については発音体系が比較的単純で開音節であるなど日本語と似ており、基礎語彙についても一部類似性が指摘されている。また、日本語をオーストロネシア系言語とアルタイ系言語との混合言語だとする説もある。しかし、近年の研究ではオーストロネシア系言語は古くは閉音節だったとされ、また語彙の類似性についても偶然の一致の範囲を出るものとは言い難い。
ドラヴィダ語族
インドのドラヴィダ語族、とりわけその1つであるタミル語との関連を提唱する説。
アイヌ語
アイヌ語は語順（SOV語順）において日本語と似るものの、文法・形態は類型論的に異なる抱合語に属し、音韻構造も有声・無声の区別はなく閉音節が多いなどの相違が多く、系統関係は遠いとされる。基礎語彙の類似に関する指摘もあるが例は少ない。また、日本語とアイヌ語には相互に借用語が多い。
中国語
日本は漢字文化圏に属しており、中国語（漢文・中古中国語）は、古来、漢字・漢語を通じて日本語の表記や、語彙・形態素に影響を与え、拗音等の音韻面での影響や、書面語における漢文の語法の模倣を通じた語法・文体の影響も見られた。しかし、言語としての系統的関連性は認められない。

## 方法に関する問題
日本語の起源・系統関係を分析するにあたって、様々なアプローチがある。

### 言語学の諸分野によるもの

#### 日本語学・国語学

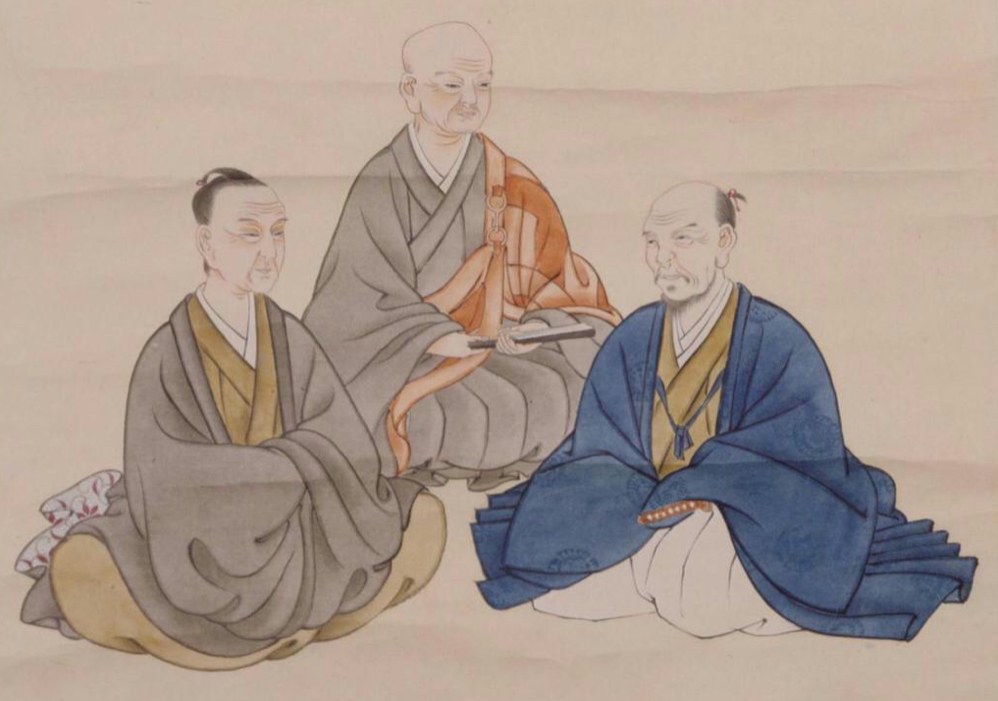
国学の三哲
左から本居宣長、契沖、賀茂真淵。

日本語の起源に関する議論は、新井白石『東雅』や本居宣長・本居春庭らの研究を嚆矢とする。それ以前にも言語学的な研究は行なわれていたが、意識的に日本語の総体を歴史的に分析していこうとしたのは、国学者による言語研究であった。以来、今日に至る「国語学」も、江戸以来の膨大な研究蓄積を基礎にしている。明治期に西欧の比較言語学が輸入されてからは、相互に批判・対立もあったが、近年は双方の方法を折衷しながら、いまだ決着の着かない「日本語の由来」についての研究が進んでいる。

#### 比較言語学
日本語の起源を解明するための方法の一つとして、比較言語学が用いられる。比較言語学は歴史言語学のうち印欧語族の起源を明らかにするなかで発展してきたものである。主な手法は、「祖語」を仮説的に想定し、それに沿って言語変化の規則を比較・対照することによって言語間の系統関係を導き出すという方法である。文献資料のないオーストロネシア語族に適用しても数多くの業績が出ているので、8世紀頃までのものしか文献資料が見つかっていない日本語にも、ある程度は適用可能とされてきた。
しかし、例えば比較言語学者高津春繁も、セム・ハム語族の研究においてすら、印欧語族の比較方法をそのまま用いることは無理であるとしている。

#### 言語類型論
しかしながら印欧語族の系統樹と東アジア諸言語の系統樹とは当然異なるものであり、近年は比較言語学の通時主義を包摂する形で地理的背景にも配慮する言語類型論などの観点からも研究が行なわれている。

### その他の関連分野によるもの

#### 比較神話学
比較言語学と連携して進められた比較神話学の方法も大林太良や吉田敦彦らによって進められてきた。比較神話学は基本的には神話や説話の構造や特性を比較分析するものであるが、要素の単位をどこまで限定できるかという問題がある。構造神話学者クロード・レヴィ＝ストロースは言語学の音素概念に影響された「神話素」概念を創造し使用しているが、分析概念としての有効性は未確定である。しかしながら参考となる知見も当然あり、比較神話学的分析によれば日本神話は北方民族（北東ユーラシア）と南方民族（東南アジア、太平洋諸島ポリネシア等）との混合とされ、日本語の起源に関する言語学的研究の成果との対応がみられる。

#### 考古学・民俗学
より新しい時代に起源を求める場合には、考古学的遺物・遺構や習俗の類似も日本語の起源の傍証となる場合がある。大野晋などの主張によれば、言語と文化は一致するものではないにせよ、完全に無関係のものとして分けきれないものである。

#### 分子人類学
日本語の担い手である日本人の人類学的ルーツを探ることで、日本語の起源を探ろうとするアプローチである。この分野は学術的な調査が進行している状況であり、学会の統一された見解は存在しない。

このアプローチによる主張は、言語学的手法に沿ってなされているわけではなく、遺伝子における共通性から文化や言語などにおいて類似性も見られるグループは存在している可能性があるのではないか、という事を示唆するものである。
一般に、父系のみで遺伝するY染色体のハプログループと、言語の系統関係(どの語族に属すか)との間に一定の相関があることから、Y染色体ハプログループを手掛かりに同系の言語を探ることができる。日本語の場合は多数派であるO-M176, D-M55, O-M122などを手掛かりにすることになる。

## これまでに唱えられた日本語系統論の主要な学説
以下、これまでに言語学的見地から唱えられた主要な説について解説する。

### アルタイ語族説
アルタイ語族説は最小でモンゴル語族・テュルク語族・ツングース語族の3語族を同族とする仮説だが、ここに日本語も含まれるとする拡大仮説。アルタイ語族説を主張する学者は他の語族説を主張する学者より多く、ラムステッドやポリワーノフ、 ポッペなどがいる。この説の基礎理論的な課題は、ツングース語族、朝鮮語（古代朝鮮語）の内的再構がどの程度まで可能かである。カール・ハインリック・メンゲスは日本語を含むアルタイ諸語は類似性が多く、共通する基礎語彙さえ多ければ同語族と言えると主張した。
アルタイ語族に属するとする説は、明治時代末から特に注目されてきた。その根拠として、古代の日本語（大和言葉）において語頭にr音が立たないこと、一種の母音調和がみられることなどが挙げられる。またかつてウラル・アルタイ語族という分類がなされていた時代には、それと日本語をつなげる見方もあったが、今はウラル・アルタイ語族という分類自体が無いとする考えが支持されている。
ミラー (1967, 1971) は、サミュエル・マーティンの日本・朝鮮共通祖語を元に、モンゴル語、テュルク諸語、ツングース諸語の語形も参照しながら分析を展開している。他には、カール・H・メンゲス (1981)  やセルゲイ・スタロスティン、辞典では"Etymological Dictionary of the Altaic Languages"(アルタイ語族語源辞典の意)などがある。服部四郎、野村正良、池上二良らは日本語の系統問題には慎重ではあったが、日本語をアルタイ系の言語とする仮説に沿って研究を進めていた。また南島（オーストロネシア）語研究で知られる泉井久之助も、日本語の系統はアルタイ系とみなしていた。
現在は、より包括的な大語族または超語族という概念で分類を再考している流れもある（マクロアルタイ説・ユーラシア大語族説・ノストラティック大語族説など）。しかしこの包括理論によって日本語の系統の解明が進む可能性は低いとされている。これに対してツングース諸語・満州語・日本語・朝鮮語に対象領域を縮小し比較の精度を上げる研究の流れもある（ボビン (2003) )。

### 朝鮮語同系説
朝鮮語と日本語を同族とする仮説。古くは儒学者の新井白石 (1717) が朝鮮語の「海」=パダを日本語と比べた。後にウィリアム・ジョージ・アストン (1879) や白鳥庫吉 (1897) などにより、語彙を中心とした比較が行われた。比較言語学の手法に基づく初めての本格的な研究は、金沢庄三郎『日韓両国語同系論』(1910) である。なお金沢の著作は「日鮮同祖論」(1929) をはじめ朝鮮半島政策の正当性を証明する根拠としてひろく引用されたため、戦後は糾弾の対象として嫌悪され、忘却されたが、金沢自身はあくまで学術的な関心として研究し、政治的意図を持っていなかった。
サミュエル・マーティンは両言語の音対応の法則性から日本・朝鮮共通祖語を再構し、この音対応法則は後にミラーやジョン・ホイットマンらによって大きく改良された。ただし、再構に2言語だけを使用したこと、対応しない語彙が多すぎること、対応するとされる語彙が借用である可能性があることなどの問題がある。一方で、ボビン (2003) のように、日本語と朝鮮語間でいくつかの文法的要素が一致する事を根拠に、系統的に同一のものと主張される場合もある。ほか、研究としては宋敏『韓国語と日本語のあいだ』（草風館、1999）がある。
マーティン・ロベーツ (2020) は、日本語族を「トランスユーラシア語族」（チュルク語族、モンゴル語族、ツングース語族、日本語族、朝鮮語族から成る語族）の一員に含めた上で、日本語族と朝鮮語族が姉妹群を成すとしている。

### 扶余語・高句麗語・百済語・韓系諸語同系説

#### 高句麗語同系説
朝鮮の歴史書「三国史記」に記された高句麗の故地名の音訓併用表記から推測される、いわゆる「高句麗語」が、日本語と組織的に顕著な類似性を示す事を初めて指摘したのは、新村出 (1916) である。新村は、「三」「五」「七」「十」の4つの数詞が日本語と類似することなどを指摘したが、日本語アルタイ起源説と関連させてこの類似を更に深く追究したのは、李基文 (1961-1967)、村山七郎（1961-1963）である。最新の論考には板橋義三 (2003) があるが、どのような語彙を抽出し、どのような音価を当てるかは論者によって異なる。更に、抽出された語彙の解釈については大きな見解の相違がある。例えば、金芳漢 (1985) は、語彙数を80語とし、ツングース系と解釈されるものは10数語を超えないとするのに対し、板橋は111語を抽出してツングース系語彙は21語とする。また、マズールや村山七郎 (1979) を継承してオーストロネシア起源の語彙が含まれるとする。
いずれにしても、数詞に加え、「口（古次）」「海（波且）」「深（伏）」「白（尸臘）」「兎（烏斯含）」「猪（烏）」「谷（旦）」などの類似は印象的であり、更に興味深いのは、中期朝鮮語よりも上代日本語との方が、類似語が見出される割合が大きい（板橋によれば30%と42%）事である。

#### 百済語同系説
百済語と日本語を同族とする仮説。古くは儒学者の新井白石 (1717) が百済語の「熊」=クマ、「海」=ホタイを日本語と比べた。
2000年代になって、数学者の金容雲らによって日本語は百済語が起源であるという説が提唱されている。
Janhunenは民族的、政治的に日本と繋がりの深かった百済で話されていた言語は日本語(パラ日本語)が主流であったとし、新羅による朝鮮半島統一後もパラ日本語話者が残存していた時期があったとし、その根拠として三国史記に記された地名を挙げている。その地名は高句麗の地名であると誤解されてきたが、実際には百済の地名であるとしている。

#### 扶余諸語同系説
朝鮮半島の国家、百済は高句麗の王族によって建てられ、その先祖は扶余に遡ると考えられている。百済は後に、大和時代の日本と密接な関係を持つようになり、クリストファー・I. ベックウィズは、この時点の日本語には、まだ扶余語との関連性が認められると指摘する。ベックウィズ (2004) は、古代の地名から140の高句麗語の単語を再構築した
。この中には、属格「-の」や形容詞連体形「-し」のように、日本語と機能が類似し同一起源と見なせる文法的形態素が多く含まれる。

### 韓系諸語同系説
アンガー (2009) とボビン (2013) は、韓系諸語は日琉語族であり、4世紀に朝鮮語族の扶余諸語に取って代わられたとしている。
彼らは、地名研究によって抽出された日本語に類似する単語が朝鮮半島南部に特に多いことを指摘し、これらの地名が高句麗語を反映したものではなく、朝鮮半島中部および南部における先高句麗の集団を反映したものであるとの仮説を唱えた。朝鮮半島南部の新羅の歴史的故地に日本語に類似する地名が多く見られることについて、研究者たちは日本語系の言語が朝鮮半島、恐らくは、その内の伽耶において話され、新羅語の基層言語となっている、との理論を提案した。アンガーは、弥生人の祖先は朝鮮半島中部ないしは南部から日本列島へ移住したのではないかと考えている。一方で、朝鮮語系の地名は、満州から朝鮮半島南部までの朝鮮三国全域に広がっている。

### オーストロネシア語族説
オーストロネシア語族が日本祖語を形成した言語のひとつだったとする説。しかし、オーストロネシア語族とは一致している基礎語彙が非常に少なく、文法的な類似性も少ない。子音終わりの単語を持たない開音節であるなど母音の音韻体系の類似性が少し見えるため、オーストロネシア語族説が提唱されるようになったが、この説にまだ根拠は少なく広く受けられている説ではない。また、近年の研究ではオーストロネシア系言語は古くは子音終わりの単語を持つ閉音節だったとされ、日本語との語彙の類似性についても偶然の一致の範囲を出るものとは言い難い。

### アイヌ語同系説
片山龍峯 (2004) は、日本語とアイヌ語の語彙には共通の語根があるとし、日本語の活用形の起源もアイヌ語で説明できるとした。また、民族学者の梅原猛などは日本語の基層にアイヌ語の存在を想定している。

### ドラヴィダ語族・タミル語説
日本語とドラヴィダ語族との関係を主張する説もあり、とりわけ大野晋による、ドラヴィダ語族のひとつのタミル語との対応関係研究があるが、批判も多く、学説としては定着していない。ドラヴィダ語族との対応関係については、文法構造が膠着語であること、そして語彙の対応があることを芝烝や藤原明、江実らが提起した。
大野晋はインド南方やスリランカで用いられているタミル語と日本語との基礎語彙を比較し、日本語が語彙・文法などの点でタミル語と共通点をもつとの説を唱えるが、比較言語学の方法上の問題から批判が多い（「クレオールタミル語説への批判」を参照）。後に大野は批判をうけ、系統論を放棄し、日本語はクレオールタミル語であるとする説を唱えた。
日本語とタミル語の共通項は多岐にわたっており、天文、人事、生活、社会、自然、祭事などあまねく対応する。ただし、魚の名や植物名の対応は非常に少ない。

### 中国語同系説
飯野睦毅 (1996) は中国語の上古音の語末尾に母音を付加することで、日本語語彙が成り立つとした。例えば「考える（かんがふ）」は「勘合 [kəm ɦəp]」、「拐（かどわ）かす」は「拐 (guad)・惑 (ɦuək)」、「怪（あや）しむ」は「妖 (iɛu)・審 (ʃim)」が訛ったものであるとした。この際、漢語が日本語の動詞になる時、語尾が「p」の語は「ハ行」活用、「m」の語は「マ行」活用になったとし、日本語の動詞の活用に各行の別があるのはここに由来するとしている。しかし、これは単純に少数の単語が偶然の一致するという意見が多く、文法的に違う点が多い中国語起源説は多くの学者から認められていない。
| 漢字           | 平安時代の訓読み/ローマ字            | 上古音  | 現代音(ピンイン) | 広東語  | 平安時代の吳音/ローマ字 | 平安時代の漢音/ローマ字 | 備考 |
| -------------- | ------------------------------------ | ------- | ---------------- | ------- | ----------------------- | ----------------------- | --- |
| 銭             | ぜに/zeni                            | tsian   | qian2            | chin4   | セン/sen、ゼン/zen      | セン/sen                | ①「ぜ/ゼ→セ」は中古漢語の音系が濁音清化の証拠。②中国語の韻尾/-n/含む漢字、上代日本語読みは語尾のナ行の子音を添える。         |
| 睦             | むつ/mutu、む/mu                     | miu     | mu4              | muk6    | モク/moku               | ボク/boku               | |
| 峽             | かひ/kafi                            | ɣeap    | xia2             | haap6   | ゲフ/gefu               | カフ/kafu               | ①ハ行の子音は、上代には[p*]と発音。②中国語の韻尾/-p/含む漢字、日本語読みは語尾のハ行の子音を添える。                         |
| 注             | つ-ぐ/tu-gu                          | tɕio    | zhu4             | jyu3    | ス/su                   | シュ/shyu               | ①「つ→ス/シュ」は古漢語の端母が知母へ移行したの証拠。                                                                        |
| 牧             | まき/maki                            | miək    | mu4              | muk6    | モク/moku               | ボク/boku               | |
| 殿             | との/tono、どむ/domu                 | tyən    | dian4            | din6    | デン/den                | テン/ten                | ①中国語の韻尾/-n/含む漢字、上代日本語読みは語尾のナ行の子音を添える。                                                        |
| 国（語源: 郡） | くに/kuni（こほり/kofori）           | (giuən) | (jun4)           | (gwan6) | （グン/gun）            | （クン/kun）            | |
| 止             | と/to、とむ/tomu、                   | tɕiə    | zhi3             | ji2     | シ/shi                  | シ/shi                  | |
| 馬             | むま/muma、んま/nma                  | xan     | ma3              | ma5     | メ/me                   | バ/ba、マ/ma            | |
| 梅             | むめ/mume、んめ/nme                  | mə      | mei2             | mui4    | マイ/mai、メ/me         | バイ/bai                | |
| 麦             | むぎ/mugi                            | meək    | mai4             | mak6    | ミャク/myaku            | バク/baku               | |
| 我             | あ/a、あが/aga、われ/ware、わが/waga | ŋai     | wo3              | ngo2    | ガ/ga                   | ガ/ga                   | ①中国語の疑母/ŋ/含む漢字、音読みはガ行の子音で表す。②中国語の疑母[ng-]は朝鮮漢字音や現代中国語の漢字音では規則的に脱落する。 |
| 吾             | 同上                                 | ŋea     | wu2              | ng4     | グ/gu                   | ゴ/go                   | 同上①②。 |

### オーストロアジア語族説
日本語、特に弥生人の話した言語はオーストロアジア語族の言語であったとする説もある。ボビン (1998, 2014) は日本祖語がオーストロネシア語族やタイ・カダイ語族とも接触したと推定している。日本祖語はオーストロアジア語族の特徴である単音節、SVOの語順、そして孤立語という特徴を備えていた可能性がある。また、アイヌ語（族）がオーストロアジア語族に、深層で接続するのではないかという仮説がある。ゲルハルト・イェーガー(2015) は、古い時代の言葉を再構築する語源学的方法によらず、グリーンバーグの提案した計算言語学的方法、すなわち、大量の語彙同士を比較する統計的かつ自動的な方法論により、当該仮説に肯定的な結果を得た。ユーラシア全体の言語を分類する目的で上記方法論を用いた場合、オーストロアジア語族とアイヌ語と日琉語族は同一のスーパークレードに分類される可能性がある。しかし、この説を主張する学者はボビンとイェーガーだけで多数の学者からは認められていない。

### オーストロ・タイ語族説
タイ・カダイ語族とオーストロネシア語族を含む仮説段階の語族（オーストロ・タイ語族）に、日本語（日琉語族）が含まれるという説。しかし、オーストロ・タイ語族説は広く受けられてる説ではない。オーストロ・タイ語族との少数の類似性は偶然の一致だと考えられている。
| Gloss       | Proto-Japonic(日琉語族)                          | proto-Japonic accent            | Proto-Tai(タイ・カダイ語族)                                          | Tone in proto-Tai           |
| ----------- | ------------------------------------------------ | ------------------------------- | -------------------------------------------------------------------- | --------------------------- |
| Leaf        | *pa                                              | H                               | *Ɂbaï                                                                | A1                          |
| Side        | *pia                                             | H                               | *Ɂbaïŋ ?< OC *bʕâŋ                                                   | C1                          |
| Top         | *po                                              | H                               | *ʔboŋ                                                                | A1                          |
| Aunt        | *-pa in *wo-n-pa                                 | H                               | *paa 'elder sister of a parent'                                      | C1                          |
| Wife, woman | *mia                                             | L                               | *mia 'wife'                                                          | A2                          |
| Water       | *na                                              | L                               | *r-nam                                                               | C2                          |
| Fire        | *poy                                             | L                               | *vVy                                                                 | A2                          |
| Tooth       | *pa                                              | L                               | *van secondary voicing in Tai branch                                 | A2                          |
| Long        | *nan-ka (space & time)                           | L-L                             | *naan (time)                                                         | A2                          |
| Edge        | *pa, cf. also *pasi                              | H, HH                           | *faŋ 'shore, bank'                                                   | B1                          |
| Insert      | *pak- 'wear shoes, trousers'                     | H                               | *pak                                                                 | D1S                         |
| Mountain    | *wo 'peak'                                       | L                               | *buo                                                                 | A2, A1 in NT                |
| Split       | *sak-                                            | H                               | *čaak 'be separated'                                                 | D1L, š- in NT               |
| Suck        | *sup-                                            | H                               | *ču[u]p onomatopoetic?                                               | D1S/L, š- in NT             |
| Get soaked  | *sim-                                            | H                               | *čim 'dip into' ?< Chin.                                             | B1, C1, š- in NT            |
| Slander     | *sə/o-sir- cf. nono-sir-                         | H/L?, but philology indicates H | *sɔɔ 'slander, indicate'                                             | A1                          |
| Cold        | *sam-pu- cf. sam-as- 'cool it', samë- 'get cool' | L                               | NT *ǯam > šam                                                        | C2                          |
| Door        | *to                                              | H                               | proto-Tai *tu, but proto-Kam-Sui *to, pace Thurgood's *tu (1988:211) | A1                          |
| Wing        | *pa > Old Japanese pa 'wing, feather'            | H                               | proto-Kam-Sui *pwa                                                   | C1                          |
| Inside      | *naka < *na-ka 'inside-place'                    | LH                              | proto-Tai *ʔd-naï                                                    | SW, Sukhothai A2, CT, NT A1 |

- Proto-Tai items are taken from Li, Fang Kuei 1977. A Handbook of Comparative Tai. Honolulu: University of Hawaii Press.
- Li Fang-Kuei ï is equivalent to ɯ.
- NT = Northern Tai, CT = Central Tai, SW = Southwestern Tai.

### アルタイ・オーストロネシア語混合説
母音の音韻体系はオーストロネシア語族と日本語に少数の類似性が見られる理由からアルタイ・オーストロネシア語混合説を提唱した学者もいる。しかし、近年の研究ではオーストロネシア系言語は古くは閉音節だったとされ、また語彙の類似性についても偶然の一致の範囲を出るものとは言い難い。それで、アルタイ・オーストロネシア語混合説も多数の学者からは認められていない。ポリワーノフは、特に日本語のアクセント史に関する研究を基に、日本語がオーストロネシア諸語とアルタイ系言語との混合言語であるという説を初めて提唱した。例えば、「朝」のアクセントは京都方言では a_(低)sa^(高低) という形をしているが、後半の特徴的なピッチの下降は、朝鮮語の「朝」 achΛm との比較から語末鼻音 m の痕跡と解釈される事、また「朝顔」(asagawo) のような合成語に見られる連濁現象（k からg への有声音化）も asam+kawo > asaNkawo > asagawo のような過程から生じた語末鼻音の痕跡であるとし、日本語の古形が子音終わりを許すものであったと主張した。更にポリワーノフは、日本語のピッチアクセントを、アルタイ系言語における位置固定のストレスアクセントとは根本的に異なるものと考え、その起源をフィリピン諸語に求めた。
マルティン・ロベーツ (2017) は、日本語族は紀元前6千年紀の遼西興隆窪文化を原郷とする「トランスユーラシア語族」（モンゴル語族、チュルク語族、ツングース語族、日本語族、朝鮮語族から成る語族）に起源を持ち雑穀栽培を行う集団であったが、「日本・朝鮮語派」に分岐して遼東半島に至った後、紀元前2-3千年紀に稲作を行うオーストロネシア祖語の姉妹語と接触することで主に農業関連の語彙を大量に借用し、その後朝鮮半島を南下し紀元前1千年紀に日本列島に入ったとしている。

### 「古極東語」および周辺言語混合説
計量言語学者の安本美典 (1978, 1991) は、アイヌ語や朝鮮基層語と祖先を同一にする「古極東語」を日本語の基層言語と想定したうえで、その後インドネシア系言語、カンボジア系言語、ビルマ系言語など複数系統の言語が順次、日本列島に流入・混合して日本語が成立したとする「流入混合説」を唱えている。

### その他
厳密な実証科学によらないほかの仮説としては以下のものがある。
- 日本語エジプト起源説
  - 明治時代の木村鷹太郎によって唱えられ、日本語はラテン語やギリシャ語などと同系であるという。
- 日本語ヘブライ語同系論
  - 日ユ同祖論者によって、昭和の初期ごろ。
- レプチャ語との関連説
  - 医師の安田徳太郎による。
- ラテン語と日本語の語源的関係
  - 近年与謝野達によって唱えられた日本語の語源を古代ラテン語に求める説[44]
- 縄文語起源説
  - 縄文人の言語に影響を受けているという説。小泉保（縄文語の発見）による。
- ウラル語族との関連説
  - 金平譲司による。遼河流域に分布していた同系の諸言語から北へ向かった集団がウラル語族となり、南の山東省付近に向かった集団の中に日本語の祖語の話者がいたとする。日本語は遼河から山東省へ向かう過程でモンゴル語系言語、シナ・チベット語族、タイ系言語、ベトナム系言語から語彙の流入があり、殷による戦乱を避けて山東省から朝鮮半島に移動し、朝鮮半島で朝鮮語と間接的に影響し合い、弥生時代に日本列島に入ったとする[45][46][47][48]。
- 孤立発生説
  - 電気通信大学特任教授・小林哲による、日本語の構造を要素還元的に解析することにもとづく、孤立発生、独立起源を主軸とする成立過程の仮説。言語学的な意味を構成する最小単位として定義される形態素が、単語であると考えられてきた常識を覆し、日本語を構成する各音節、すなわち五十音を形態素と理解する[49]。個々の音節に固有の言語的意味をアトリビュートすることで、多数の大和言葉やオノマトペの語源を解明できるという。日本語に固有の単純な開音節の音韻と、帰納的に求められた極めて原始的なセマンティック・コンテンツの関連性から、他の系統とは独立に創出された言語であることが示唆されている[50]。